# Redan
Denne artikel omhandler Redan og Fléche som befæstningselementer.
En redan og/eller fleche er et fremspring i et udenværk der muliggør observation og beskydning af terrænet foran udenværket. Redanen består af to vinkelret på hinanden stillede facer (sider) med åben strube og brystværn medens flechen er mere pileformet.
Særlig kendte redaner er redanerne i Christianshavns Enveloppe hvoraf de fleste endnu er bevaret. 2. redan spillede en særlig rolle i retsopgøret efter besættelsen idet en række straffuldbyrdelser fandt sted i det i 2. redan opførte henrettelsesskuret på Christianshavn.